# Cratere Liang K'ai
Liang K'ai  è un cratere sulla superficie di Mercurio.